# Бунд

Демонстрація Бунду, 1917

Бунд (їд. בונד — «союз»; «Загальний єврейський робітничий союз у Литві, Польщі й Росії») — єврейська соціалістична організація.

## Історія

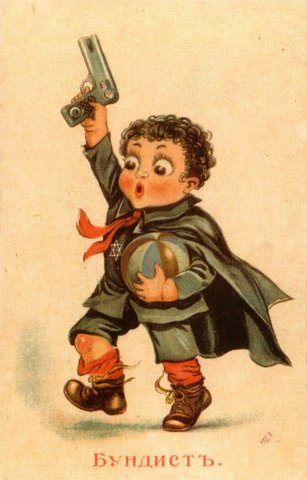
Гумористичне зображення члена Бунду на поштівці, 1917 р.

Бунд створений на нелегальному з'їзді в жовтні 1897 р. у Вільно. У 1898 р. на І (установчому) з'їзді РСДРП у Мінську ввійшов до складу РСДРП як автономна організація, самостійна в питаннях єврейського робітничого руху. Особливо активну діяльність Бунд здійснював у «смузі осілості», зокрема в Україні.
Під час Першої світової війни Бунд займав соціал-шовіністичні позиції.
Після Лютневої революції приєднався до меншовицької партії, підтримував Тимчасовий уряд і виступав проти більшовиків.
Наприкінці 1917 р. в лавах організації налічувалося 40 тисяч членів, об'єднаних у 400 осередках.
Бунд був прихильником створення автономної України у складі федеративної Росії. В роки української революції деякі керівники Бунду входили до складу Центральної Ради та її органів, а пізніше Директорії.
Наприкінці 1918 р. у Бунді почали виникати ліві групи, що взяли бік більшовиків.
На початку 1919 р. ліве крило організації оформилось в окрему партію — так званий Комуністичний Бунд, який у травні злився з Об'єднаною соціалістичною партією, утворивши Єврейську комуністичну спілку. Частину членів цієї організації в індивідуальному порядку було прийнято до КП(б)У.
1 вересня 1919 р. в Кам'янці-Подільському пройшла конференція єврейської партії «Об'єднаний Бунд», яка висловилась за підтримку самостійної України, боротьбу проти більшовиків і Денікіна.
3 вересня в тому ж Кам'янці пройшли збори з приводу об'єднання двох партій — Бунду та «об'єднанців», утворення об'єднаного Бунду. Були присутні міністри єврейських справ П. Красний та праці О. Безпалко, від комітетів УПСР та УСДРП.
22 липня 1920 р. Політбюро ЦК КП(б)У постановило, що члени Бунду до складу більшовицьких фракцій входити не мають права.
В березні 1921 р. Бунд самоліквідувався в радянській Росії та УСРР, хоча продовжив своє існування в Польщі, а згодом у США.

## Деякі члени Бунду
- Равич-Черкаський Мойсей
- Рухимович Мусій
- Леплевський Ізраїль Мойсеєвич
- Духовний Бенціон
- Гольдштейн Мойсей
- Володимир Медем